# Élections municipales de 2026 à Nantes
Pour des articles plus généraux, voir Élections municipales françaises de 2026 et Élections municipales de 2026 dans la Loire-Atlantique.
Les élections municipales de 2026 à Nantes auront lieu en mars 2026. Elles visent au renouvellement du conseil municipal et du conseil métropolitain de Nantes Métropole.

## Modalités du scrutin

### Dates
Ces élections se tiendront en mars 2026, les dates précises seront annoncées par décret au moins 3 mois avant le scrutin.

### Mode de scrutin
L'élection des conseillers municipaux et métropolitains se déroule selon un scrutin de liste à deux tours avec prime majoritaire : les candidats se présentent en listes complètes avec la possibilité de deux candidats supplémentaires. Lors du vote, on ne peut faire ni adjonction, ni suppression, ni modification de l'ordre de présentation des listes. Chaque bulletin de vote comporte deux listes : une liste de candidats aux seules élections municipales et une liste de ceux également candidats au conseil métropolitain.
Le nombre de sièges à pourvoir au conseil municipal de Nantes correspond à celui des communes dont la population  est supérieure à 300 000 habitants, soit 69 sièges. Les conseillers municipaux sont élus au suffrage universel direct pour une durée de mandat de six ans. L'élection se termine au premier tour en cas de majorité absolue. Le cas échéant, un second tour a lieu. Les listes qui ont obtenu au moins 10 % des suffrages exprimés au premier tour peuvent se présenter au second. Les candidats des listes qui ont obtenu plus de 5 % des suffrages exprimés au premier tour peuvent rejoindre une autre liste.
La liste ayant obtenu le plus de voix se voit attribuer la moitié des sièges, arrondie à l'entier supérieur si nécessaire. Ainsi, la liste majoritaire obtiens automatiquement 35 sièges. Les 34 sièges restants sont attribués à la représentation proportionnelle à la plus forte moyenne aux listes ayant obtenu au moins 5 % des suffrages exprimés au second tour (ou au premier tour en cas de tour unique).

## Contexte

### Scrutin précédent
Les élections municipales de 2020 ont été marquées par une abstention massive en raison de la pandémie de Covid-19, la participation lors du 1er tour s'étant effondrée de 54 % en 2014 à 39 % en 2020.
Sur le plan local, la liste conduite par la socialiste Johanna Rolland, candidate à sa propre succession, alliée aux communistes, et raliée au 2d tour par les écologistes renforce sa position en obtenant 5 sièges de plus qu'aux élections précédentes.
La liste de droite réunissant Les Républicains et l'UDI, reste la première force d'opposition mais perd 5 de ses 14 sièges initiaux. 
Enfin la liste centriste La République en marche - MoDem parvient à entrer au conseil municipal et y obtient les 4 derniers sièges restants.
La liste divers gauche de Margot Medkour, soutenue par la France insoumise, ne parvient pas à siéger à la mairie, n'ayant pas atteint les 10 % au 1er tour et n'ayant pas fusionné avec une autre liste pour le 2d.

## Candidatures déclarées
Dès septembre 2023, Johanna Rolland, maire de la ville, annonce qu'elle sera candidate pour réaliser un troisième mandat.
Le 24 septembre 2024, Marie Vitoux est désignée pour être la cheffe de file des écologistes, pour les élections municipales à venir. Le 14 mars 2025, la campagne est lancée par un meeting de 400 personnes en présence de Marine Tondelier. Le 19 mai 2025, le mouvement « Ambitions communes » est lancé. 
En mars 2025, Marina Ferreruela et William Aucant sont désigné comme chef de fil des insoumis à Nantes, et affirment préparer un programme "de rupture" pour marquer leur différence avec la mairie socialiste, le ou la candidate qui sera retenu pour mené la liste ne sera toutefois qu'à la fin de l'année.
Au mois d'octobre de la même année, c'est Foulques Chombart de Lauwe, conseiller municipal d'opposition et candidat malheureux aux législatives de 2022 dans la 2e circonscription, membre des Républicains qui annonce sa candidature, sans en avoir préalablement informé son propre camp. Il est toutefois convenu le 30 avril 2025 avec Sarah El Haïry, vice-présidente du MoDem et ancienne ministre de la Jeunesse, qu'elle conduira une liste d'union entre la droite et le centre et qu'elle aura pour binôme le candidat choisi par la droite, en l'occurence, soit Foulques Chombart de Lauwe, soit Julien Bainvel.

## Sondages
Tout sondage d'opinion est affecté par une marge d'erreur.
Une couleur arbitraire est associée à chaque institut de sondage ; ces couleurs sont une aide visuelle et ne correspondent pas à une tendance politique.

## Résultats
|                          |                 |            |              |              |             |             |        |        |  |
| Tête de liste            | Tête de liste   | Liste      | Premier tour | Premier tour | Second tour | Second tour | Sièges | Sièges |  |
| Tête de liste            | Tête de liste   | Liste      | Voix         | %            | Voix        | %           | CM     | CC     |  |
|                          | Sarah El Haïry  | MoDem - LR |              |              |             |             |        |        |  |
|                          |                 |            |              |              |             |             |        |        |  |
|                          | Johanna Rolland | PS         |              |              |             |             |        |        |  |
|                          |                 |            |              |              |             |             |        |        |  |
|                          | Marie Vitoux    | LÉ         |              |              |             |             |        |        |  |
|                          |                 |            |              |              |             |             |        |        |  |
|                          |                 | LFI        |              |              |             |             |        |        |  |
|                          |                 |            |              |              |             |             |        |        |  |
|                          |                 |            |              |              |             |             |        |        |  |
| Votes valides            |                 |            |              |              |             |             |        |        |  |
| Votes blancs             |                 |            |              |              |             |             |        |        |  |
| Votes nuls               |                 |            |              |              |             |             |        |        |  |
| Total                    | Total           | Total      |              | 100          |             | 100         | 69     | 48     |  |
| Abstention               |                 |            |              |              |             |             |        |        |  |
| Inscrits / participation |                 |            |              |              |             |             |        |        |  |